# North American F-100 Super Sabre
Il North American F-100 Super Sabre, soprannominato amichevolmente hun dai suoi piloti, era un monomotore a getto ad ala a freccia impiegato nei ruoli di aereo da caccia-cacciabombardiere prodotto dall'azienda statunitense North American Aviation negli anni cinquanta ed impiegato principalmente dall'USAF, specialmente durante la guerra del Vietnam.
È stato il primo caccia statunitense a raggiungere il regime supersonico in volo orizzontale, primato mondiale che contese al sovietico MiG-19, ed il primo caccia della "Century Series" sebbene non fosse un progetto totalmente originale: derivava prevalentemente dalle ultime versioni del FJ Fury, dotato di un motore di maggiori capacità di spinta.
L'F-100 era un aereo assai complesso, afflitto da vari problemi tecnici, ma costituì per piloti ed ingegneri una preziosa esperienza nel progettare macchine supersoniche sofisticate e leggere, con scocca in alluminio. Prodotto in oltre 2.000 esemplari, volò per la prima volta nel 1953 e gli ultimi esemplari vennero radiati negli anni ottanta.
Venne impiegato anche nelle aeronautiche militari di Danimarca, Taiwan e Turchia.

## Storia

### Sviluppo
Visto il successo dell'F-86 Sabre, la North American il 3 febbraio 1949 iniziò il progetto di un nuovo caccia diurno che avrebbe dovuto esserne il successore, con prestazioni superiori, in particolare velocità supersonica in volo orizzontale.
Questo progetto venne inizialmente denominato Sabre 45, numero che richiamava l'angolo di freccia delle ali.
Il 25 agosto 1950 il progetto Sabre 45 venne presentato all'USAF che però lo respinse, all'epoca si pensava infatti che il Sabre fosse superiore a qualunque caccia nemico, quindi l'USAF non riteneva necessario un nuovo caccia di prestazioni (e costo) superiori.
Nel novembre 1950 entrarono in azione in Corea i MiG-15, il mese successivo l'USAF inviò gli F-86A.
I Sabre ottennero eccellenti risultati contro i MiG-15, che però si rivelarono superiori per alcuni aspetti, come rapporto spinta-peso e potenza di fuoco.
Per questo motivo il 19 gennaio 1951 la North American decise di proseguire il progetto, migliorato e denominato NA-180.
Il nuovo caccia avrebbe avuto un armamento costituito da cannoni da 20 mm come i caccia della US Navy, nettamente più potenti delle mitragliatrici da mezzo pollice (1,27 cm) usate dai Sabre ed altri caccia dell'USAF come l'F-84 Thunderjet.
Il 14 maggio 1951 la North American presentò il progetto NA-180 all'USAF che ne approvò il finanziamento.
Il mockup venne valutato il 7 luglio 1951 e, dopo molte modifiche, il 30 novembre il progetto venne accettato. Il sette dicembre 1951 l'USAF assegnò al nuovo caccia la denominazione ufficiale di F-100 ordinando, il 3 gennaio 1952, due prototipi YF-100, seguiti da 23 aerei di serie F-100A il mese successivo ed altri 250 in agosto.
Il primo YF-100A (52-5754) compì il primo volo il 25 maggio 1953 con il capo pilota collaudatore della North American George Welch ai comandi, con sette mesi d'anticipo sul programma. Il prototipo raggiunse la velocità di Mach 1.05, anche se usava ancora un motore Pratt & Withney XJ57-P-1 da 3.860 kg di spinta.
Il secondo YF-100A (52-5755) volò per la prima volta il 14 ottobre 1953, mentre il primo F-100A di serie volò per la prima volta il 29 ottobre, giorno in cui il primo prototipo stabilì il primato mondiale di velocità con 1.215,295 km/h pilotato dal Col. Frank. K. ”Pete” Everest.
La valutazione operativa dell'USAF rivelò che l'aereo aveva prestazioni superiori a tutti i modelli in servizio, ma aveva diversi difetti. Uno dei problemi più seri era una limitata stabilità in imbardata per cui in alcune condizioni di volo si verificava un accoppiamento inerziale che rendeva l'aereo improvvisamente instabile e quindi incontrollabile per il pilota. A volte le sollecitazioni meccaniche in questa situazione erano tali da spezzare la struttura stessa dell'aereo, come si verificò in un incidente in cui rimase ucciso il collaudatore Welch durante un volo di collaudo di uno dei primi F-100A (52-5764) il 12 ottobre 1954.
Un altro problema era legato alla manovrabilità dell'aereo ad elevati angoli d'attacco ed era dovuto alle ali a freccia con apertura relativamente ridotta: riducendo la velocità, le estremità alari entravano in stallo e l'aereo cabrava bruscamente arrivando anche a ruotare più volte in maniera incontrollabile. Questo fenomeno è un particolare tipo di stallo tipico degli aerei ad elevata freccia alare noto come “pitch-up” per il suo effetto o anche “Sabre dance” perché osservato inizialmente sull'F-86 Sabre.
Il 26 febbraio 1955 il collaudatore della North American George Smith fu costretto a lanciarsi da un F-100A in volo a velocità supersonica, riuscendo a salvarsi.
Nonostante gli inconvenienti, i ritardi nello sviluppo del F-84F Thunderstreak costrinsero l” USAF ad ordinare la produzione di serie dell'F-100A. Venne anche chiesto lo sviluppo di una nuova versione da impiegare come cacciabombardiere in grado di eseguire missioni anche di bombardamento nucleare con la tecnica del bombardamento in cabrata.
Aerei equivalenti della stessa epoca erano il Mig-19 Farmer ed il Dassault Super Mystère.
Oltre al nome ufficiale Super Sabre era noto nell'USAF col nome ufficioso di “Hun” (unno) come gioco di parole abbreviando la parola “Hundred” (cento).
Negli anni cinquanta vennero progettati altri aerei supersonici siglati con numeri successivi al cento, che assieme al Super Sabre vengono a volte indicati collettivamente come “serie 100” o “Century series”. Questi aerei sono il McDonnell F-101 Voodoo, il Convair F-102 Delta Dagger, il Lockheed F-104 Starfighter, il Republic F-105 Thunderchief ed il Convair F-106 Delta Dart.
Sono stati prodotti complessivamente 2.294 F-100 Super Sabre, compresi i due prototipi.

### Tecnica
L'F-100A era un monoreattore monoposto ad ala bassa a freccia di 45 gradi. L'aereo fu il primo caccia supersonico americano costruito con ampio uso di leghe di titanio per la struttura, in particolare la fusoliera posteriore.
L'ala dell'F-100A aveva slat su tutta la lunghezza dei bordi d'attacco alari, mentre nella parte esterna dei bordi d'uscita c'erano gli alettoni.
Sotto ogni semiala era presente un pilone per serbatoi esterni, il carico totale era di 2 270 kg.
Gli impennaggi di coda erano di tipo tradizionale con piani di coda interamente mobili posti nella parte inferiore della fusoliera posteriore. Il carrello era triciclo con carrelli principali a ruota singola rientranti nelle ali e carrello anteriore a ruota doppia rientrante nel muso.

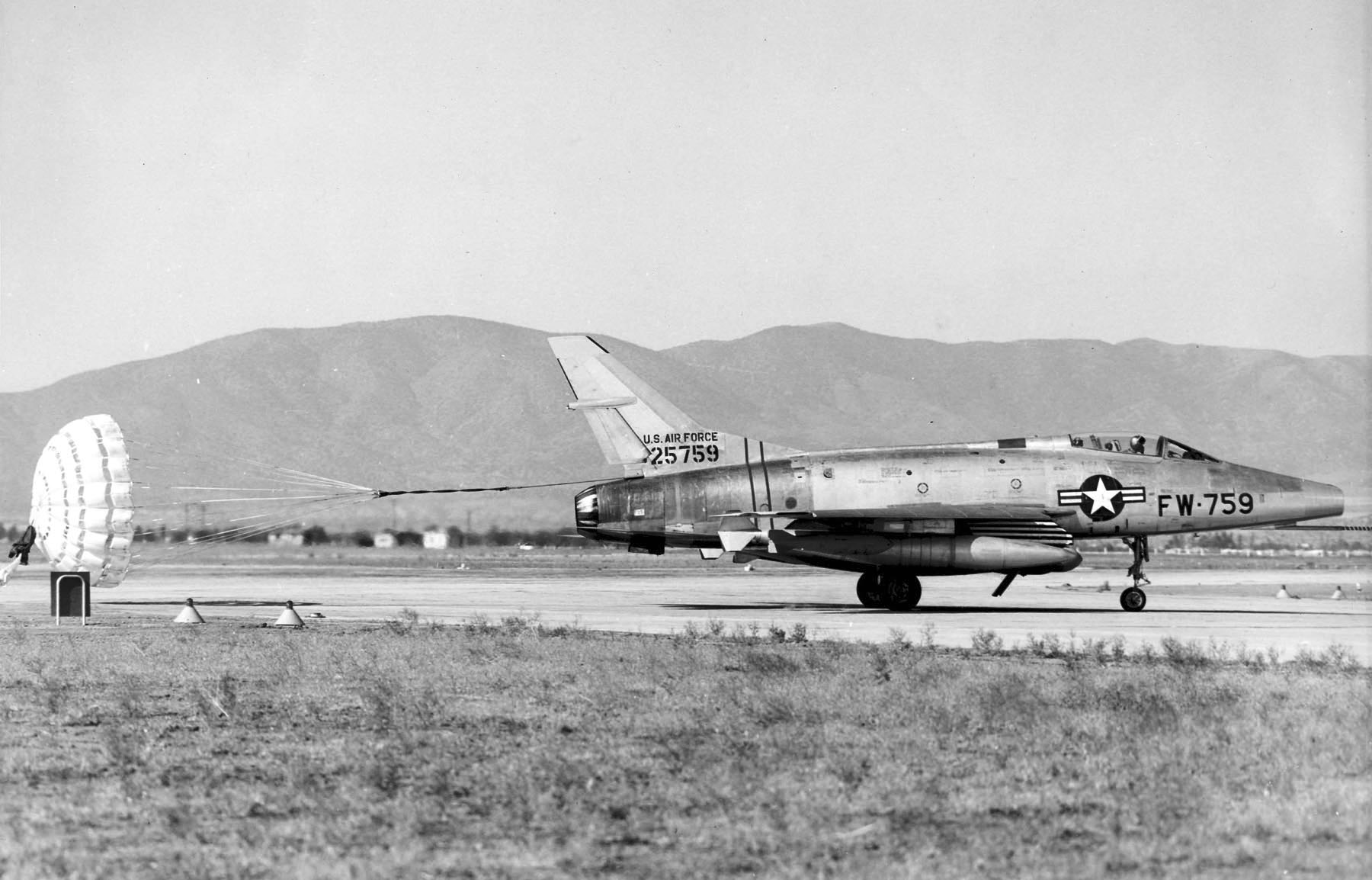
F-100A atterra utilizzando il paracadute frenante

L'F-100 era dotato di un aerofreno ventrale e di un paracadute frenante da 4,9 m di diametro. La cabina del pilota aveva il tettuccio apribile verso l'indietro, il sedile era eiettabile.

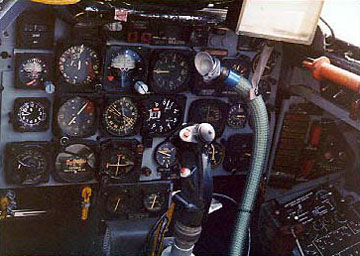
Cockpit F-100 D

Il motore era un turboreattore Pratt & Whitney J57-P-7 da 6 720 kg di spinta con postbruciatore. La presa d'aria era frontale di forma ovale.
La capacità dei serbatoi interni era di 2 812 litri, più due serbatoi esterni da 1 040 litri l'uno montati nei piloni alari.
L'F-100A era dotato di un radar AN/APG-30 con antenna posta all'interno della presa d'aria frontale in alto.
L'armamento fisso era costituito da quattro cannoni Pontiac M39 da 20 mm che sparavano 1 200 colpi al minuto posti sotto al muso, davanti al carrello anteriore.

#### Livree
USAF
La colorazione degli F-100 era inizialmente in metallo naturale, cioè gli aerei non venivano verniciati oppure veniva usato un colore argento su tutto l'aereo.
A partire dal 1965 nel Sud-est asiatico venne introdotta una colorazione usata per la maggior parte dei caccia ed aerei d'attacco al suolo con le superfici superiori e laterali a chiazze di marrone FS30219, verde FS34079 e verde FS34102 e grigio chiaro FS36622 per tutte le superfici inferiori.
La stessa colorazione venne poi adottata dall'USAF in tutto il mondo.
A fine anni 70 si è passati ad una colorazione con gli stessi colori ma “wrap-around” cioè estesa a tutto l'aereo.
 Danimarca
La colorazione degli F-100 era inizialmente in metallo naturale, successivamente interamente verde oliva FS34087.
 Francia
La colorazione degli F-100 era inizialmente in metallo naturale, a partire dai primi anni 70 venne introdotta la stessa colorazione usata dall'USAF con le superfici superiori e laterali a chiazze di marrone FS30219, verde FS34079 e verde FS34102 e grigio chiaro FS36622 per tutte le superfici inferiori.
 Taiwan
La colorazione degli F-100 era inizialmente in metallo naturale.
 Turchia
La colorazione degli F-100 era inizialmente in metallo naturale, a partire dai primi anni 70 venne introdotta la stessa colorazione usata dall'USAF con le superfici superiori e laterali a chiazze di marrone FS30219, verde FS34079 e verde FS34102 e grigio chiaro FS36622 per tutte le superfici inferiori.

### Impiego operativo

#### USAF
L'F-100A entrò in servizio nell'USAF il 27 settembre 1954 nel 479th Fighter Day Wing (successivamente Tactical Fighter Wing) sulla base di George.
Al 10 novembre erano già avvenuti sei incidenti dovuti a problemi di stabilità, cedimenti strutturali e guasti al sistema idraulico, per cui l'USAF bloccò le attività di volo degli stormi di F-100 fino al febbraio 1955.
Il 21 febbraio 1955 a seguito delle conclusioni dell'indagine si ingrandì la deriva, modifica eseguita sugli F-100A ed introdotta nel progetto delle nuove versioni F-100C ed F-100D. Il 479th TFW venne dichiarato operativo nel settembre 1955.
A causa dei frequenti problemi ed incidenti, l'USAF iniziò a radiare gli F-100A già nel 1958 passandoli all'ANG; i primi F-100A vennero consegnati al 188th Fighter Intercept Squadron della New Mexico ANG nel febbraio 1958, dove sostituirono gli F-80C Shooting Star.
Al completamento del ritiro dal servizio nel 1961, 47 F-100A erano andati persi in incidenti.
A causa dell'aumento delle tensioni con l'URSS dopo la costruzione del muro di Berlino nel 1961, l'USAF richiamò in servizio gli F-100A l'anno seguente. L'ultimo F-100A venne ritirato dal servizio definitivamente nel 1970.
L'F-100C entrò in servizio nell'USAF il 14 luglio 1955 nel 322th Fighter Day Group del 450th Fighter Day Wing sulla base di Foster in Texas.
Il 20 agosto 1955 un F-100C stabilì il primato mondiale di velocità con 1.332,03 km/h su un circuito di 20 km a 12.192 m di quota, e il 4 settembre dello stesso anno un altro F-100C vinse il trofeo Bendix volando per 3.745 km alla velocità media di 982,868 km/h.
I collaudi dell'USAF dimostrarono che l'F-100C aveva ancora molti dei difetti dell'F-100A: il nuovo motore J57-P-21 permetteva prestazioni superiori ma aveva ancora problemi di stallo del compressore, i problemi di accoppiamento inerziale vennero almeno in parte risolti a partire dal 146 °F-100C con l'installazione di uno smorzatore d'imbardata per migliorare la stabilità direzionale. uno smorzatore di beccheggio venne installato a partire dal 301 °F-100C per migliorare la stabilità longitudinale.
L'F-100C per le sue prestazioni era considerato molto adatto al bombardamento nucleare usando la tecnica “toss bombing”.
Gli F-100C vennero aggiornati per potere impiegare una maggiore varietà di armi, incluse bombe a grappolo e missili aria-aria AIM-9 Sidewinder, anche se nel 1965 solo 125 F-100C potevano impiegare tutti i tipi di armi non nucleari in dotazione all'USAF.
L'F-100D entrò in servizio il 29 settembre 1956 nel 405th Tactical Fighter Wing sulla base di Langley in Virginia, e il 26 dicembre due F-100D eseguirono il primo rifornimento in volo buddy-buddy, cioè tra due aerei da combattimento invece che tra uno da combattimento e un'aerocisterna.
Il 13 maggio 1957 tre F-100C stabilirono il nuovo primato mondiale di distanza per monomotori volando da Londra a Los Angeles per una distanza di 10.805 km in 14 ore e 4 minuti, naturalmente usando il rifornimento in volo.
Dal 14 luglio al settembre 1958 gli F-100D del 354th TFW di Myrtle Beach (Sud Carolina) vennero rischierati ad Incirlik, in Turchia, in appoggio alle truppe USA impegnate in Libano, ma non vennero impiegati in nessuna azione di combattimento reale..
Il sette agosto dell'anno seguente due F-100F furono i primi aerei a reazione a sorvolare il polo nord.
Nel 1960 i primi F-100C vennero consegnati alla New York ANG e District of Columbia ANG mentre veniva introdotto un gancio d'atterraggio su tutti i Super Sabre.
Gli F-100D si dimostrarono carenti come affidabilità per frequenti guasti al carrello, paracadute frenante, generatore elettrico e cedimenti strutturali della sonda di rifornimento in volo durante manovre a velocità elevata.
Numerose modifiche per risolvere questi difetti portarono a differenze notevoli tra gli equipaggiamenti e sistemi di bordo dei diversi aerei. Nel 1965 circa 700 F-100D vennero modificati secondo il programma High Wire per aggiornarli portandoli ad un'unica configurazione, semplificando le attività di manutenzione e supporto logistico. Le stesse modifiche vennero eseguite su alcuni F-100C e F-100F.
Nel 1967 l'USAF iniziò un programma di modifiche strutturali per permettere l'estensione della vita operativa degli F-100D dalle 3.000 ore di volo del progetto iniziale a 7.000.
Nel 1969 i primi F-100D vennero consegnati all'ANG. Più di 500 F-100D vennero persi, la maggior parte in incidenti.
Gli ultimi F-100C vennero radiati nel giugno 1970, 85 erano andati persi in incidenti.
Nei primi anni 70 i Super Sabre dell'ANG vennero modificati sostituendo i postbruciatori dei loro motori J57-P-21 con quelli usati sui J57-P-23 degli F-102 Delta Dagger che venivano radiati: questa modifica, chiaramente riconoscibile dalla forma dei “petali” del postbruciatore, semplificò le attività di manutenzione e risolse il problema dello stallo al compressore.

#### Zero Length Launcher (ZLL)
Negli anni 50 l'USAF iniziò a studiare come rendere meno vulnerabili ad un attacco di sorpresa nemico i propri cacciabombardieri armati con bombe nucleari da impiegare per un contrattacco immediato.
Il sette giugno 1957 un F-100D venne modificato per agganciare esternamente sotto la fusoliera posteriore un motore a razzo Astrodyne dalla spinta di 68.100 kg per permettere il lancio dell'aereo da una piattaforma mobile su rimorchio, senza necessità di una pista.
Il primo lancio avvenne il sette luglio 1957 con il collaudatore Al Blackburn ai comandi.
Il sistema permetteva di lanciare un F-100D con una bomba nucleare Mk7 al pilone alare centrale sinistro ed un serbatoio da 1.070 litri al destro ad una velocità di 443 km/h in 4 secondi.
Gli ultimi 148 F-100D prodotti vennero predisposti per questa eventualità.
Il sistema venne eliminato nel 1959, dopo che l'ultimo lancio avvenne il 26 agosto.
I sovietici avevano un programma simile, denominato SM-30, per lanciare da rampe mobili su rimorchio dei caccia MiG-19. Vennero eseguiti dei lanci di prova ma senza arrivare ad una produzione di serie.

#### Guerra del Vietnam
I primi F-100D del 510th TFS, 405th TFW, provenienti dalla base di Clark nelle Filippine arrivarono il 16 aprile 1962 al Don Muang International Airport presso Bangkok in Thailandia per l'operazione “Bell Tone”, praticamente un'azione intimidatoria in supporto ai governi thailandese e sudvietnamita.
Nel settembre 1962 i Super Sabre del 430th TFS provenienti da Cannon (New Mexico) arrivarono a Takhli (Thailandia) per l'operazione “Sawbuck Two”, allo scopo di preparare la base per future operazioni ed iniziare missioni di appoggio tattico alle truppe impegnate contro i guerriglieri del Pathet Lao nel Regno del Laos.
Il 19 maggio 1964 iniziarono le ricognizioni armate degli F-100D da Takhli con l'operazione “Yankee Team”.

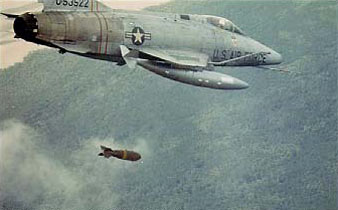
F-100D sgancia una bomba

La prima missione avvenne il 6/7 giugno 1964 per distruggere una batteria contraerea dei Pathet Lao che minacciava la missione di recupero (Combat Search And Rescue) del pilota di un RF-8 Crusader abbattuto sul Laos centrale. Arrivarono anche le prime perdite: il primo Super Sabre abbattuto fu l'F-100D (56-3085) del 1Lt Colin A.Clark, appartenente al 428th TFS, abbattuto dall'artiglieria contraerea il 18 agosto 1964 durante una missione sul Laos centrale, il pilota riuscì a portare l'aereo fino sulla Thailandia dove si lanciò e venne recuperato.
Il 10 dicembre 1964 gli F-100D scortarono degli F-105D durante una delle prime missioni di bombardamento sul Vietnam del Nord dell'operazione “Barrell Roll” poi chiamata “Rolling Thunder”.
Il due marzo 1965 40 F-100D scortarono 44 F-105 ed uno squadrone di A-1 Skyraider della South Vietnam Air Force durante una missione d'attacco a dei depositi militari nel Vietnam del Nord. La contraerea nemica abbatté il Super Sabre del 1Lt H.J.Lockart del 613th TFS, il pilota si lanciò, venne catturato e quindi dichiarato disperso in azione (MIA). Il velivolo del Lt J.A.Cullen del 428th TFS di base a Takhli subì la stessa sorte, ma il pilota riuscì ad arrivare sul mare dove si lanciò e venne recuperato.
A partire dal nove marzo 1965 i Super Sabre vennero impiegati per missioni di appoggio tattico sul Vietnam del Sud. Il 4 aprile 1965 il Capt. Donald Kilgus del 416th TFS “Silver Knights” del 21st TFW di base a Da Nang col suo F-100D Super Sabre “Kay Lynn” (55-2894) abbatté un MiG-17 usando i cannoni durante una missione di scorta a degli F-105D durante un attacco a dei ponti ferroviari nel Vietnam del Nord. Questo fu uno dei primi MiG abbattuti sul Vietnam.
Questo abbattimento non fu mai confermato in quanto l'allora presidente degli USA non voleva che fossero abbattuti MiG. 
Nel 1966 col programma Combat Skyspot su alcuni F-100C e F-100D venne montato un nuovo radar in banda X Motorola SST-181 per permettere il bombardamento in condizioni ognitempo con direzione da terra ed un ricevitore d'allarme radar (Radar Homing and Warning, RHAW) AN/APG-25/26 con due antenne sotto alla carlinga e due sulla deriva sopra il timone.
Oltre agli F-100D del Tactical Air Command, dopo la cattura della nave da ricognizione AGER-2 USS Pueblo da parte della Corea del Nord il 23 gennaio 1968, vennero inviati nel sud-est asiatico anche gli F-100C del 120th TFS della Colorado ANG, 136th TFS della New York ANG, 174th dell'Iowa ANG e 188th della New Jersey ANG.
Il Super Sabre venne presto sostituito per le missioni di bombardamento sul Vietnam del Nord dall'F-105 Thunderchief, bisonico e con maggiore capacità di carico, invece fu sostituito come caccia dall'F-4 Phantom II, bisonico e superiore come armamento.
Venne impiegato più a lungo per missioni di appoggio tattico sul Vietnam del Sud finché venne cambiato con l'A-7D Corsair II, subsonico ma con maggiore capacità di carico e meno impegnativo come supporto logistico.
Gli F-100F vennero impiegati a partire dal giugno 1967 fino alla fine della guerra come Forward Air Controller (FAC), cioè per localizzare i bersagli e segnalarli con razzi fumogeni o per dirigere le operazioni di Combat Search And Rescue (CSAR), cioè di recupero di aviatori abbattuti in territorio nemico. Allo scopo l'aereo venne battezzato “Misty” e fu costituito il 612th TFS denominato “Commando Sabre” inquadrato nel 37th TFW sulla base di Phu Cat, l'attività proseguì fino al ritiro dei Super Sabre a metà del 1971.
L'ultima missione dei Super Sabre nel sud-est asiatico avvenne il 26 giugno 1971 e il ritiro venne completato il 30 luglio..
Durante la guerra vennero persi in totale 242 Super Sabre, di cui 198 in azione.
Il colonnello George E. “Bud” Day, pilota di F-100, per le sue missioni di guerra in Vietnam divenne il militare americano più decorato dai tempi del generale Douglas MacArthur.

#### Wild Weasel I
Per limitare le perdite causate dai missili contraerei SA-2 Guideline, l'USAF decise di costituire dei reparti specializzati nella localizzazione e distruzione dei radar nemici guidamissili.
Nell'autunno 1965 quattro F-100F vennero modificati per la localizzazione dei radar delle batterie contraeree col programma Wild Weasel I. Gli aerei avevano un ricevitore radar d'allarme (Radar Homing and Warning, RHAW) AN/APG-25/26 con due antenne sotto al muso e due sulla deriva sopra il timone per la localizzazione ed un ricevitore omnidirezionale di maggiore portata IR-133, inoltre avevano un'apparecchiatura fotografica panoramica KA-60.
Questi Super Sabre vennero inviati alla base thailandese di Korat in Thailandia nel novembre 1965 ed il mese successivo iniziarono ad operare come 6234th TFW assieme al 388th TFW. La missione consisteva nel localizzare i radar e segnalarli con razzi fumogeni agli F-105 che poi attaccavano, spesso però i Super Sabre partecipavano anche all'attacco..
Nel febbraio 1966 si aggiunsero altri tre F-100F Wild Weasel I, e in maggio tutti gli F-100F Wild Weasel I vennero modificati per impiegare i missili antiradar AGM-45 Shrike.
La limitata velocità massima del Super Sabre, molto inferiore a quella dell'F-105, costituiva un problema, perciò l'USAF decise di usare per queste missioni una versione dedicata dell'F-105 denominata F-105F Wild Weasel III.
L'ultima missione dei Super Sabre come Wild Weasel avvenne l'11 luglio 1966.

#### Thunderbirds
I Thunderbirds iniziarono a volare sull'F-100C nel 1956, contemporaneamente si trasferirono dalla base di Luke in Arizona a Nellis nel Nevada.

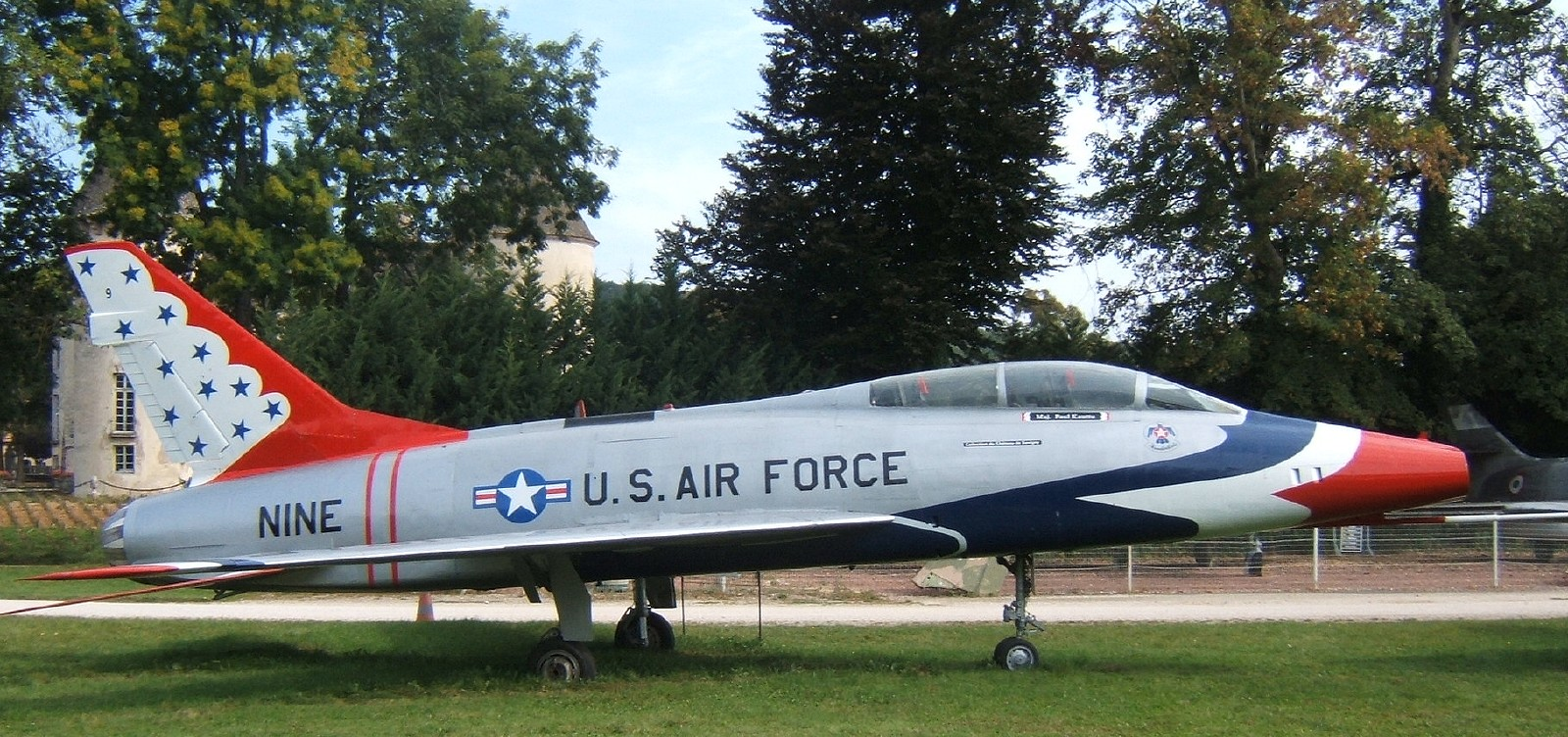
F100 della squadriglia acrobatica Thunderbirds conservato presso il museo di Château de Savigny-les-Beaunes, Francia

La prima esibizione coi Super Sabre avvenne il 19 maggio 1956.
Il programma comprendeva un passaggio supersonico a volo radente del solista, vietato dopo alcune esibizioni dalla Federal Aviation Administration (FAA).
Nel 1959 i Thunderbirds fecero una serie di esibizioni in estremo oriente ma, poiché gli F-100C non erano in grado di attraversare l'oceano, usarono degli F-100D appartenenti al 18th TFW della base di Kadena, sull'isola di Okinawa, ridipingendoli coi colori dei Thunderbirds.
Nell'aprile 1964, i Super Sabre vennero sostituiti dagli F-105B Thunderchief.
Il nove maggio 1964, durante la sesta esibizione sui Thunderchief sulla base di Hamilton in California, l'aereo del Capt. Gene Devlin si spezzò in volo; a seguito di quest'incidente mortale gli F-105 dei Thunderbirds vennero messi a terra.
I Thunderbirds tornarono ad impiegare gli F-100D nel maggio 1964 fino a quando vennero sostituiti dagli F-4E Phantom II nel 1968.

#### Skyblazers
Negli anni 50 oltre ai Thunderbirds esisteva un'altra pattuglia acrobatica dell'USAF in Europa, anche se non ufficiale.
Questa pattuglia acrobatica, denominata Skyblazers, inizialmente apparteneva al 48th Fighter Bomber Wing sulla base di Chaumont in Francia ed impiegava gli F-86F Sabre.
Nel 1956 gli Skyblazers si trasferirono a Bitburg in Germania nel 36th TFW ed iniziarono ad impiegare gli F-100C. Nel 1961 il 36th TFW passò ad impiegare gli F-105D, quindi venne deciso lo scioglimento della pattuglia acrobatica.

#### Impiego in Turchia
Durante gli anni settanta gli sconfinamenti da parte di aerei turchi divennero assai frequente. Il 7 settembre del 1972 un gruppo di North American F-100 Super Sabre penetrò nello spazio aereo armeno-sovietico vicino a Leninakan (oggi Gyumri), in Armenia. Malgrado volasse a bassissima quota il gruppo venne rilevato dai radar di terra della difesa aerea, ma, a causa della stretta formazione, i sovietici pensarono ad un grosso bombardiere ed inviarono un singolo Su-15 ad intercettarlo. Il comando non si rese conto che l'intruso fosse un gruppo di caccia fino a che questi gli passarono sulla testa. Il Su-15 non riuscì ad intercettarli a causa della sua carenza nelle capacità look-down/shoot-down (aggancio ed attacco del bersaglio verso il basso).
Il 23 maggio del 1974 un altro F-100 turco sconfinò in Azerbaigian senza essere intercettato dal Su-15, questa volta perché la zona era protetta da una batteria SAM. Il missile sparato dalla batteria mancò il bersaglio a causa di un malfunzionamento al sistema di guida.
Il 24 agosto del 1976 i turchi vollero tentare nuovamente la sorte con altri due F-100, ma questa volta vennero inviati tre Su-15 ed uno dei due F-100 venne abbattuto da un missile terra-aria in territorio turco mentre ripiegava. Il pilota poté salvarsi con il seggiolino eiettabile. Il governo turco protestò con Mosca.

#### Ritiro dal servizio
Gli ultimi Super Sabre del TAC vennero radiati nel 1972 dal 27th TFW di Cannon in New Mexico e dal 48th TFW di Lakenheath in Inghilterra.
Negli anni successivi anche nell'ANG gli F-100 vennero sostituiti dagli F-4 Phantom II come cacciabombardieri e dagli A-7 Corsair II e A-10 Thunderbolt II per l'appoggio tattico.
L'ultimo F-100 venne radiato dal 181st Tactical Fighter Group dell'Indiana ANG nel novembre 1979.
Molti Super Sabre radiati vennero modificati in bersagli teleguidati e risiglati QF-100, altri vennero impiegati dalla NASA.
Negli anni '80 alcuni F-100F di proprietà di una ditta privata erano usati come traino bersagli alla base di Decimomannu in Sardegna.

## Versioni

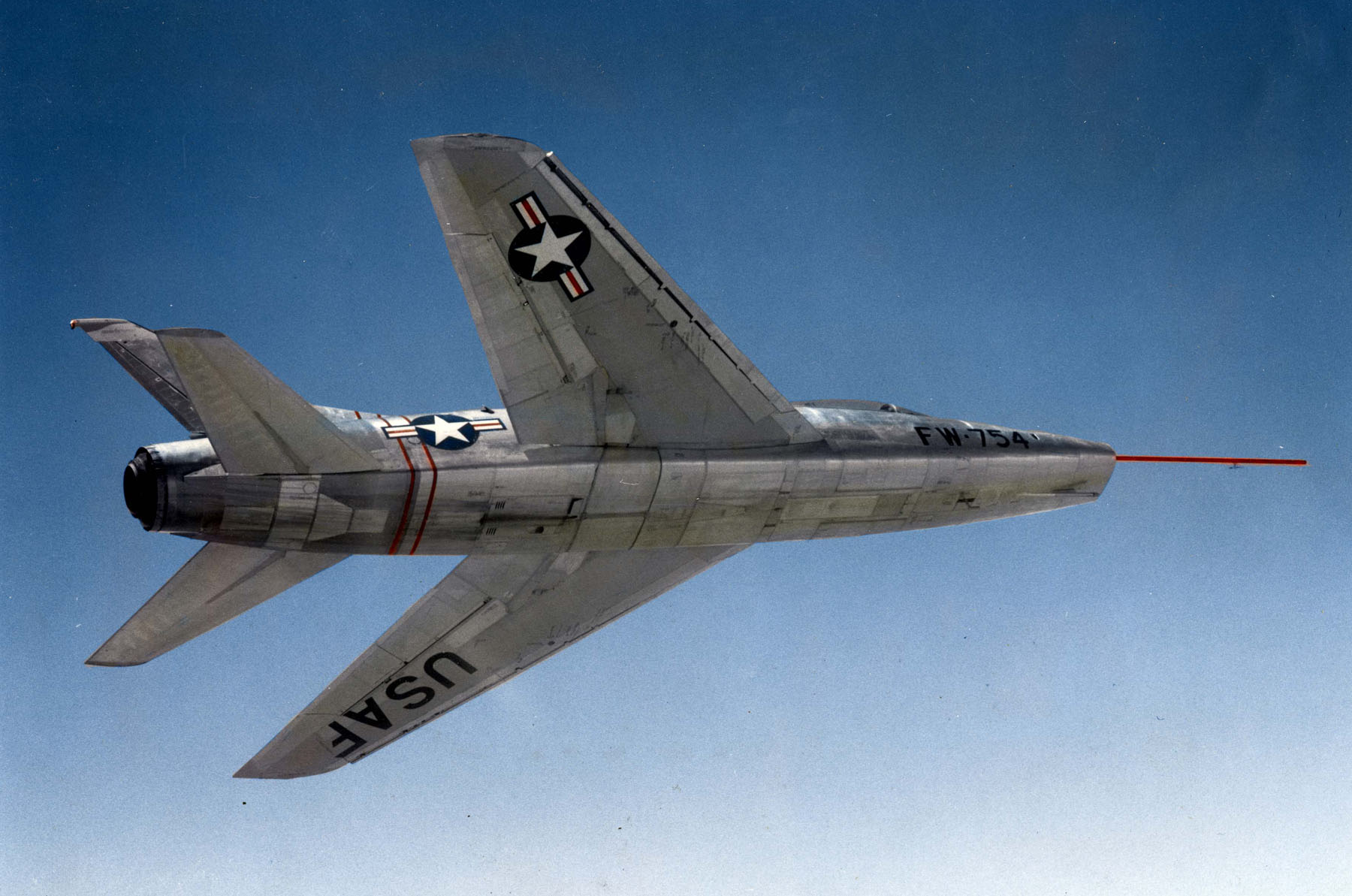
YF-100 in volo

YF-100A (NA-180)
Due prototipi successivamente ridesignati TF-100A.
F-100A
Prima versione di serie monoposto da caccia diurno con motore Pratt & Withney J57-P-7 da 6.720 kg di spinta con postbruciatore per i primi 166 aerei, a partire dal 167° venne installato il motore J57-P-39 con la stessa spinta.
La lunghezza della fusoliera era di 14,4m, totale 16,4m, compreso il tubo di pitot posto sotto al muso.
L'apertura alare era stata aumentata da 11,2m a 11,8m.
Rispetto all'YF-100A l'altezza della deriva era stata ridotta da 4,5m a 4,2m, scelta che si rivelò catastrofica per la stabilità dell'aereo.
Il 21 febbraio 1955 l'USAF ordinò di ingrandire la deriva per risolvere i problemi di stabilità, l'altezza venne portata a 4,7m e la superficie ingrandita del 27%.
La presa d'aria era stata modificata rispetto a quella ovale del YF-100A appiattendola per alloggiare il radar.

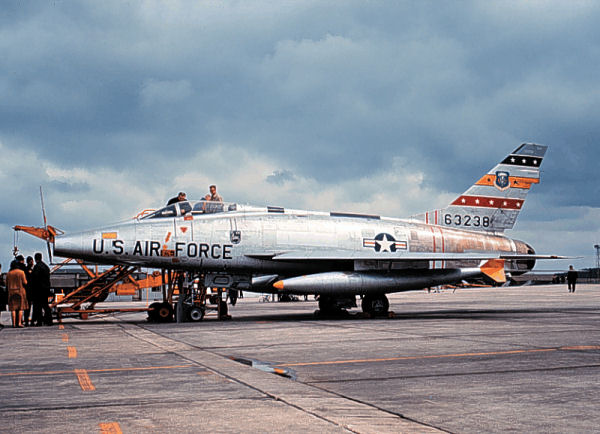
F-100 D presso la base di Toul in Francia, 1958

La capacità di carburante interna era stata ridotta da 2.861 a 2.812 litri.
Era stato aggiunto un pattino sotto la coda per proteggere l'ugello del motore in atterraggio.
L'F-100A aveva una velocità massima di 1.371 km/h a 10.668m
La quota di tangenza era di 13.685m
L'autonomia di trasferimento era di 2.082 km, il raggio d'azione di 573 km
Il peso a vuoto era di 8.256 kg, massimo al decollo di 14.755 kg.
Vennero prodotti 203 aerei di questa versione, l'ultimo nell'aprile 1955.
- RF-100A (Slick Chick)

Sei F-100A (53-1545, 53-1546, 53-1547, 53-1548, 55-1551, 55-1554) modificati nel marzo-aprile 1955 come ricognitori disarmati con cinque apparecchiature fotografiche nella parte inferiore della fusoliera anteriore.
Tre vennero inviati in Europa e gli altri tre al 67th Tactical Reconnaissance Wing a Komaki in Giappone.
Questa versione venne proposta all'USAF come ricognitore supersonico per sostituire gli RF-84F e RF-86F, alla fine l'USAF scelse l'RF-101C Voodoo.
Gli RF-100A vennero radiati dall'USAF nel 1958. Quattro vennero trasferiti alla Republic Of China Air Force nel 1961.
F-100B
Nuova versione cacciabombardiere con aerodinamica migliorata e motore Pratt & Whitney J75 proposta all'USAF in risposta ad una specifica per un cacciabombardiere bisonico con capacità di carico superiore ai modelli già in servizio.
Date le grandi differenze dalla versione precedente venne risiglata YF-107A nel 1954.
L'USAF scelse il Thunderchief, quindi il progetto venne abbandonato nel 1957.
Vennero costruiti solo tre prototipi, di cui due successivamente passati alla NASA.
- F-100BI

Versione da intercettazione dell'F-100B, rimasta allo stato di progetto e mock-up.
- F-100C (NA-214)

Nuova versione di serie da caccia ed attacco al suolo.
I primi 107 F-100C avevano il motore J57-P-7, i successivi il J57-P-21 da 4.630 kg di spinta a secco e 7.264 kg con postbruciatore, anche i precedenti sono stati successivamente rimotorizzati con motore J57-P-21.
L'F-100C era dotato di Fire Control System M-1 e Low Altitude Bombing System MA-2 per bombardamento nucleare con la tecnica del bombardamento in cabrata.
Il primo volo di un F-100C avvenne il 17 gennaio 1955 con il collaudatore della North American Al White ai comandi.
In questa versione erano stati aggiunti dei serbatoi di carburante nelle ali per cui la capacità totale interna era di 4.355 litri, inoltre aveva capacità di rifornimento in volo tramite una sonda esterna posta sotto il bordo d'attacco alare destro.
Le dimensioni erano le stesse dell'F-100A con la nuova deriva alta 4,7 m.
L' F-100C aveva una velocità massima di 1.488 km/h a 10.668 m.
La quota di tangenza era di 11.796m.
L'autonomia di trasferimento era di 3.144 km, il raggio d'azione di 920 km.
Il peso a vuoto era di 8.749 kg, operativo di 13.030 kg, massimo al decollo di 16.593 kg.

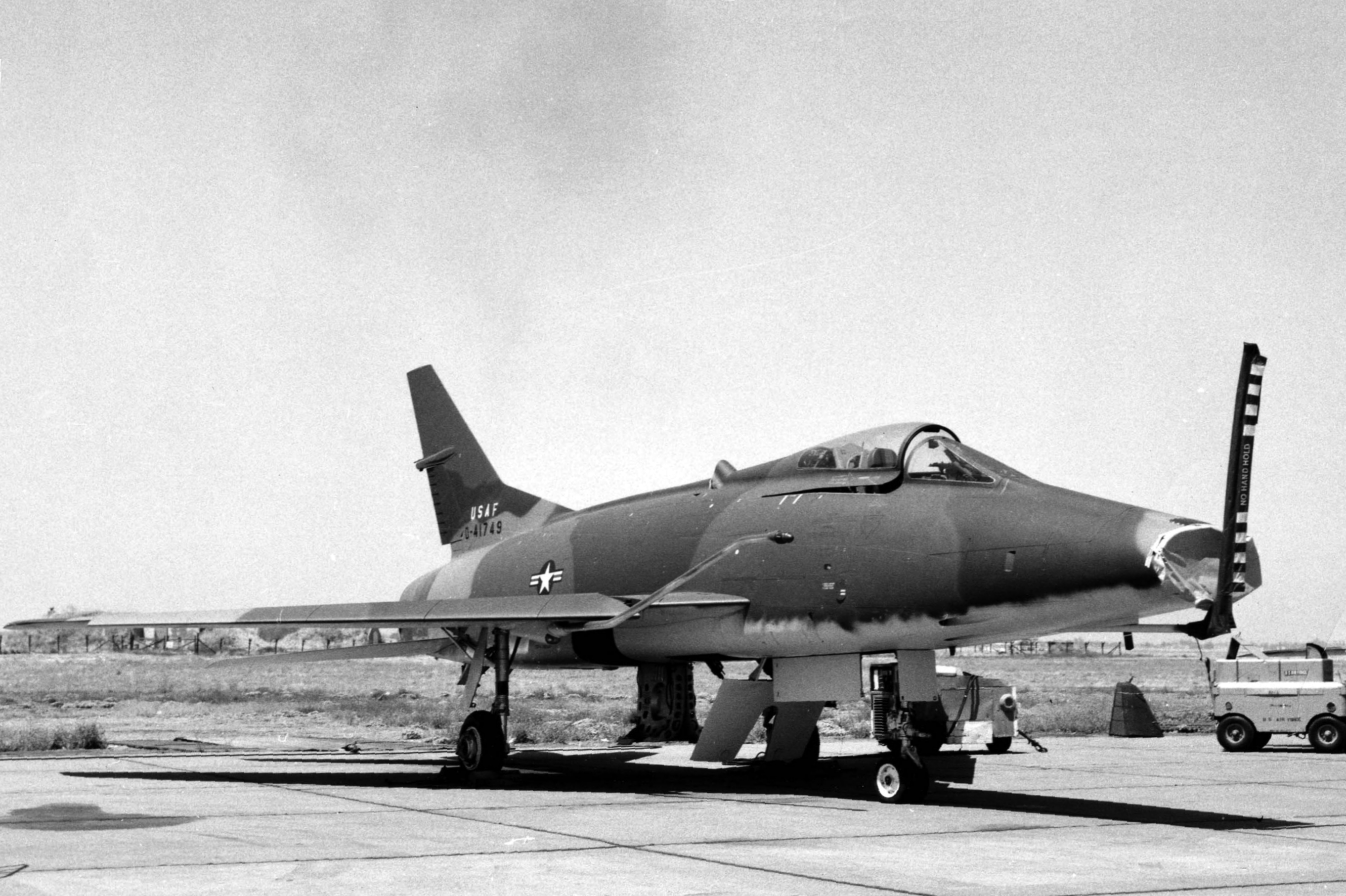
F-100C

L'F-100C aveva tre piloni sotto ogni ala per carichi esterni, la capacità di carico totale era di 2.270 kg.
L'F-100C poteva portare serbatoi esterni ai piloni alari, la configurazione prevista inizialmente prevedeva due serbatoi da 1.040 litri e due da 756 litri, ma questa configurazione era carente come stabilità direzionale ad alte velocità. Venne provata una nuova configurazione con due serbatoi da 1.700 litri, poi sostituiti da serbatoi supersonici da 1.266 litri.
Nel 1961 il radar AN/APG-30 venne sostituito col nuovo ASC-17.
Vennero prodotti 476 aerei di questa versione, l'ultimo nell'aprile 1956.
I carichi previsti per l'F-100C erano i seguenti:
> lanciatori LAU-68 per 7 razzi non guidati da 70mm
> lanciatori LAU-3-3A per 19 razzi non guidati da 70mm
> bombe a grappolo CBU-30
> bombe a grappolo Mk20 Rockeye
> bombe al napalm BLU-27 da 377 kg
> bombe non guidate M117 da 372 kg
> bombe non guidate M118 da 1.362 kg
> bombe non guidate Mk82 da 227 kg, a caduta libera o frenate (Snakeye)

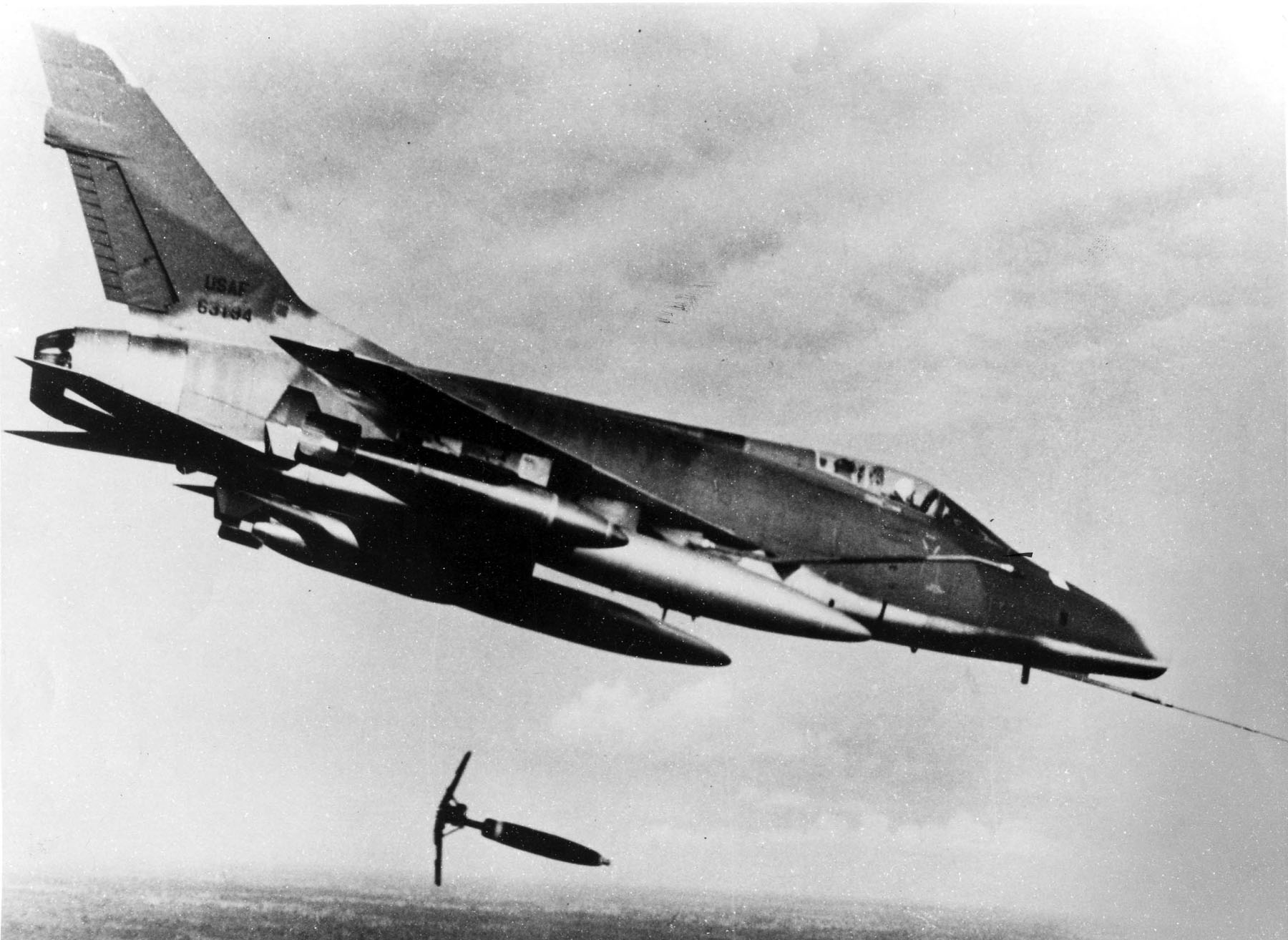
Un F-100D sgancia una bomba frenata Mark 81 Snakeye.

> bombe non guidate Mk83 da 454 kg
> bombe non guidate Mk84 da 907 kg
> bombe nucleari Mk7 da 764 kg
> bombe nucleari B28 da 954 kg
- TF-100C

Un F-100C (54-1966) convertito in biposto da addestramento mantenendo le stesse capacità operative.
Rispetto ai monoposto aveva la fusoliera allungata di 90 cm davanti all'ala per fare spazio al secondo posto.
L'abitacolo era biposto in tandem con un unico tettuccio ad apertura all'indietro.

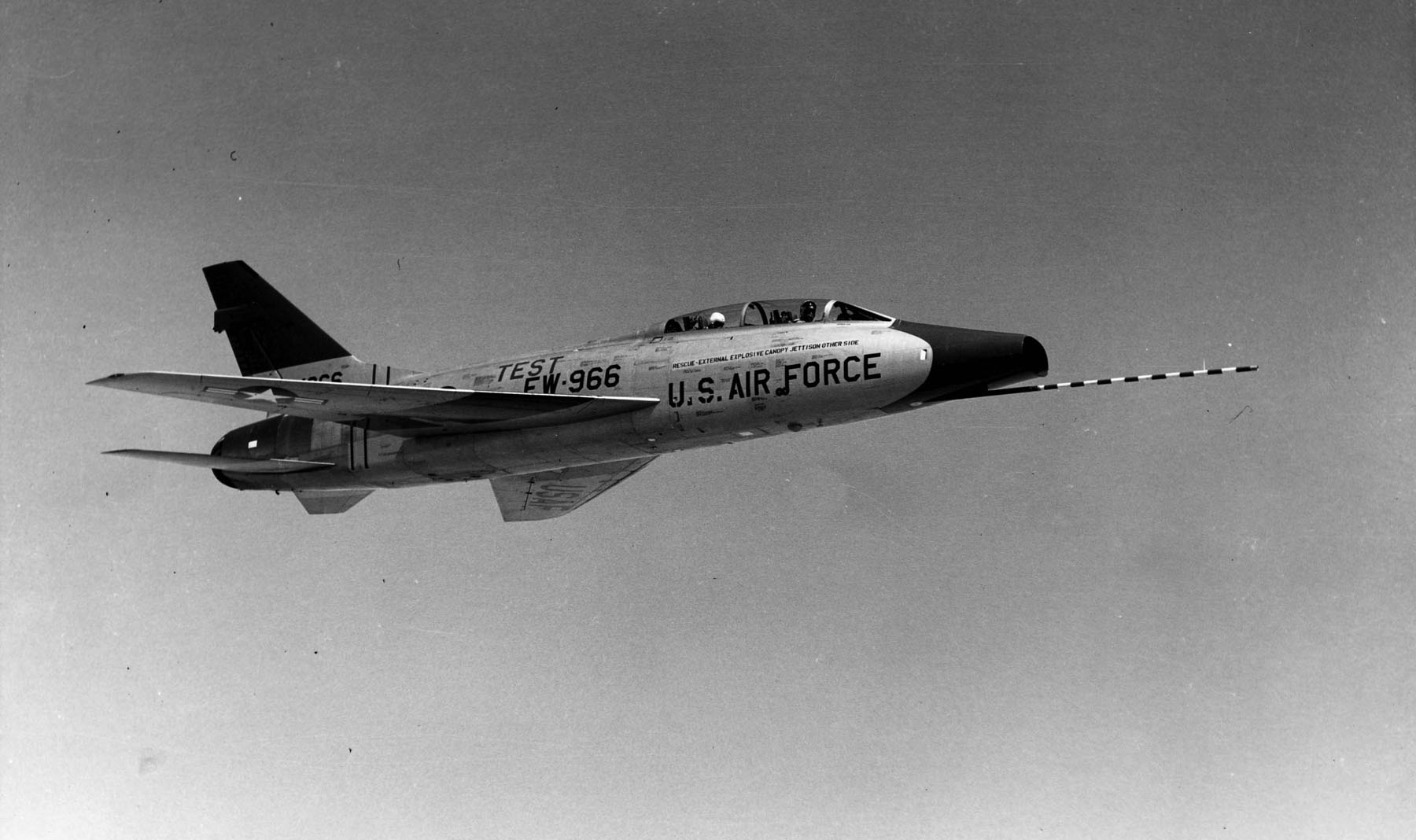
F-100C TF

Il primo volo del TF-100C avvenne il 3 agosto 1956.
- F-100D (NA-223)

Versione definitiva di serie da caccia ed attacco al suolo con avionica migliorata comprendente un autopilota Minneapolis-Honeywell MB-3, un Fire Control System MA-3 ed un sistema per il bombardamento nucleare a bassa quota AN/AJB-1B.
Le dimensioni erano le stesse dell'F-100C con la deriva più alta di 20 cm per un'altezza totale di 4.9m.
In questa versione vennero introdotti degli ipersostentatori per l'atterraggio al bordo d'uscita alare interno e delle alette sopra le ali per migliorare la stabilità.
La capacità di carburante interna era stata portata a 4.494 litri.
Venne introdotta una nuova sonda per rifornimento in volo non più dritta ma inclinata verso l'alto per migliorare la visibilità del pilota durante il contatto con l'aerocisterna.
La capacità di carico era di 3.196 kg.
Le munizioni per i cannoni M39 erano state ridotte a 200 colpi l'uno.
Il motore era un turboreattore Pratt & Whitney J57-P-21/21A da 4.630 kg di spinta a secco, 7.264 kg con postbruciatore.
L' F-100D aveva una velocità massima di 1.390 km/h al livello del mare e 1.464 km/h a 10.668m.
La quota di tangenza era di 11.000m.
L'autonomia di trasferimento era di 3.210 km, il raggio d'azione di 859 km
Il peso a vuoto era di 9.247 kg, operativo di 13.648 kg massimo al decollo di 16.854 kg.
A partire dal 184º aereo era in grado di impiegare i missili aria-aria AIM-9 Sidewinder che venivano montati ai piloni alari interni, anche utilizzando dei lanciatori doppi che permettevano all'aereo di portare quattro missili contemporaneamente, venne inoltre aggiunto un pilone ventrale, l'aerofreno ventrale era stato modificato per permetterne l'apertura anche in presenza di carichi su questo pilone.
Il primo volo di un F-100D (54-2121) avvenne il 24 gennaio 1956 con il collaudatore della North American Dan Darnell ai comandi.
Le consegne iniziarono ad ottobre al 405th Fighter Bomber Wing sulla base di Langley in Virginia dove sostituirono gli F-84F Thunderstreak.
Nel 1959 65 F-100D vennero modificati per impiegare il missile aria-superficie AGM-12 Bullpup ai piloni alari interni.
Vennero prodotti 1.274 aerei di questa versione, l'ultimo nel dicembre 1957.
- F-100F (NA-243)

Versione biposto da addestramento derivata dall'F-100D con la stessa avionica ed armamento fisso ridotto a due cannoni con 175 colpi l'uno.
Le dimensioni erano le stesse dell'F-100D a parte la lunghezza aumentata di 90 cm.
La capacità di carico ai piloni esterni era di 2.270 kg.
L' F-100F aveva una velocità massima di 1.408 km/h a 10.668 m
La quota di tangenza era di 11.735 m
L'autonomia di trasferimento era di 2.673 km, il raggio d'azione di 817 km.
Il peso a vuoto era di 9.857 kg, operativo di 14.262 kg, massimo al decollo di 17.761 kg.
La produzione iniziò nel dicembre 1956, il primo volo di un F-100F avvenne il 7 marzo 1957 con il collaudatore della North American Al White ai comandi.
Nel maggio 1957 il primo F-100F venne consegnato all'USAF alla base di Nellis in Nevada.
L'F-100F entrò in servizio nel maggio 1958, vennero assegnati almeno due F-100F ad ogni squadron del Tactical Air Command equipaggiato col Super Sabre ed almeno uno a quelli dell'ANG.
Nel corso degli anni gli F-100F ricevettero gli stessi ammodernamenti degli F-100D.
Nel 1959 quindici F-100F vennero modificati per impiegare i missili AGM-12 Bullpup.
Fino al 1970, 74 F-100F erano andati persi in incidenti.
Vennero prodotti 339 aerei di questa versione.
- F-100J

Versione cacciabombardiere ognitempo destinata al Giappone, rimasta allo stato di progetto.
- F-100L

Versione cacciabombardiere ognitempo con motore J57-P-55, rimasta allo stato di progetto.
- F-100N

Versione con avionica semplificata, rimasta allo stato di progetto.
- F-100S

Versione derivata dall'F-100F con motore turboventola Rolls-Royce Spey proposta alla Francia per la produzione su licenza, rimasta allo stato di progetto.
- YQF-100

Nove F-100 delle versioni D ed F convertiti in radiobersagli teleguidati.
- DF-100F

Un F-100F (56-3984) modificato per il comando a distanza di radiobersagli teleguidati.
- NF-100F

Tre F-100F usati per collaudi.
- QF-100

209 F-100 delle versioni D ed F, precedentemente accantonati all'Aerospace Maintenance and Regeneration Center (AMARC) sulla base USAF di Davis-Monthan in Arizona, convertiti in radiobersagli teleguidati a partire dal settembre 1981.
La cabina venne mantenuta per permettere la presenza del pilota per i voli di trasferimento.
I QF-100 avevano dei bruciatori per propano per aumentare la traccia IR.
I bruciatori erano posti alle estremità alari in modo che i missili colpendoli non danneggiassero gravemente l'aereo permettendone il riutilizzo.
I QF-100 erano dotati di lanciatori di chaff e flare per rendere più realistica l'esercitazione.
I QF-100 erano dotati di un sistema di autodistruzione per distruggere l'aereo dopo sei minuti senza contatto col controllo da terra.
I QF-100 vennero impiegati nelle basi di Tyndall (Florida) e Holloman (New Mexico), il primo volo di un QF-100 avvenne a Tyndall nel febbraio 1982.
I QF-100 vennero sostituiti dai QF-106 Delta Dart a fine 1991.
- TF-100F

Denominazione usata in Danimarca per 14 F-100F consegnati nel 1974 per distinguerli dai 10 F-100F consegnati tra il 1959 ed il 1961.

## Utilizzatori
Oltre che dall'USAF il Super Sabre fu utilizzato dalle seguenti forze aeree:
 Danimarca
- Flyvevåbnet

17 F-100D e 3 F-100F biposto ordinati a maggio 1958, con i primi esemplari entrati in servizio a maggio 1959. Ulteriori 31 F-100D e 7 F-100F furono ordinati nel 1960. Per compensare le perdite avvenute tra il 1959 e il 1974 di 21 F-100D e cinque TF-100F, nel 1973 furono consegnati ulteriori 14 F-100F. L'ultimo F-100 danese venne radiato nell'agosto del 1982, e molti vennero venduti alla Turchia.

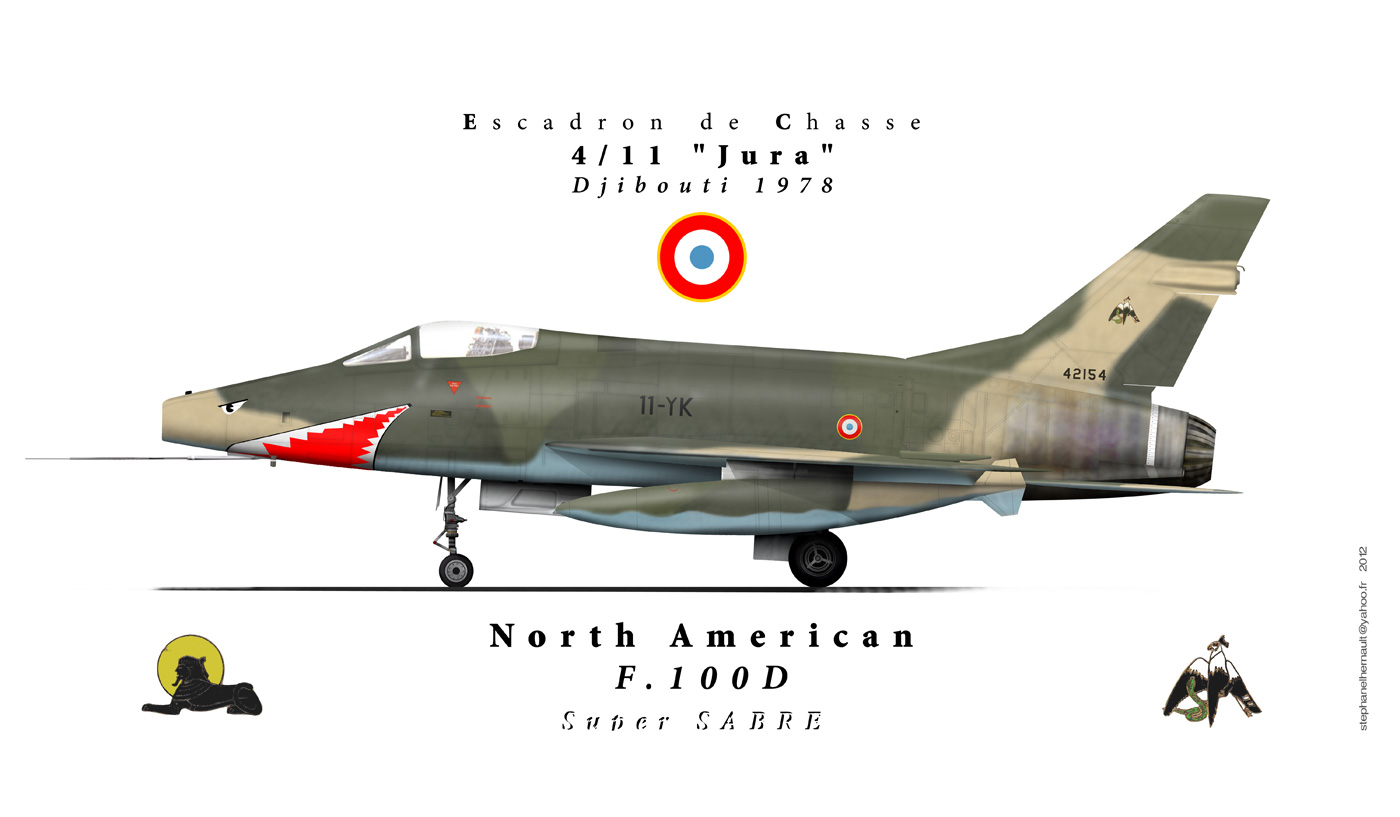
F-100D, Armée de l'air

 Francia
- Armée de l'air

85 F-100D e 14 F-100F ricevuti a partire dall'inverno del 1958. I Super Sabre francesi erano assegnati alla 4th Allied Tactical Air Force della NATO su basi francesi in Germania. Nel 1960 i Super Sabre francesi vennero impiegati durante la guerra in Algeria partendo da basi in Francia. All'uscita della Francia dalla NATO nel 1967 i Super Sabre francesi vennero trasferiti dalle basi in Germania a quelle in Francia precedentemente usate dall'USAF. Negli anni 70 i Super Sabre vennero sostituiti dai SEPECAT Jaguar. Gli ultimi vennero radiati nel 1978.
 Taiwan
- Zhōnghuá Mínguó Kōngjūn

Primo F-100A ricevuto nell'ottobre 1958, seguito da altri 15 l'anno successivo e 65 nel 1960. Nel 1961 vennero consegnati quattro ricognitori RF-100A, privi di armamento. In seguito la ROCAF ricevette altri 38 F-100A ex-Air National Guard, arrivando quindi ad un totale di 118 aerei. Gli F-100A della ROCAF vennero aggiornati con ricevitore d'allarme radar AN/APS-54, la nuova deriva ingrandita dell'F-100D e la possibilità di impiegare missili AIM-9 sidewinder. Alcuni F-100 vennero persi durante missioni di ricognizione sulla Cina. Gli ultimi F-100A vennero radiati nel 1979.
 Turchia
- Türk Hava Kuvvetleri

206 F-100 delle versioni C, D e F, molti ex-USAF, alcuni ex-danesi, ricevuti a partire dall'ottobre 1958. Nel 1974 i Super Sabre turchi vennero utilizzati durante l'Operazione Attila, cioè l'invasione della parte settentrionale di Cipro iniziata il 20 luglio. Gli ultimi F-100 turchi vennero radiati nel 1982.

## Esemplari attualmente esistenti
Oltre a diversi Super Sabre in diversi musei e basi aeree negli USA, un F-100D (numero di serie 54-1174) si trova al Midland Air Museum a Coventry, in Inghilterra.